# Liste der Monuments historiques in Brennilis
Die Liste der Monuments historiques in Brennilis führt die Monuments historiques in der französischen Gemeinde Brennilis auf.

## Liste der Bauwerke
| Bezeichnung                    | Beschreibung | Standort | Kennzeichnung | Schutzstatus | Datum | Bild           |
| ------------------------------ | ------------ | -------- | ------------- | ------------ | ----- | -------------- |
| Alignement von Leïtan          |              | (Lage)   | PA00135356    | Inscrit      | 1995  | weitere Bilder |
| Calvaire von Nestavel          |              | (Lage)   | PA00089845    | Classé       | 1928  | weitere Bilder |
| Dolmen Ti Ar Boutiged          |              | (Lage)   | PA00135261    | Inscrit      | 1995  | weitere Bilder |
| Kirche Notre-Dame und Calvaire |              | (Lage)   | PA00089846    | Classé       | 1914  | weitere Bilder |

## Liste der Objekte
- Monuments historiques (Objekte) in Brennilis in der Base Palissy des französischen Kultusministeriums